# LaBradford Smith
LaBradford Corvey Smith (Bay City Texas; 3 de abril de 1969) es un exjugador de baloncesto estadounidense que disputó 3 temporadas en la NBA, en Washington Bullets y Sacramento Kings, y posteriormente jugó en España y Polonia. Con 1,91 metros de estatura, jugaba en la posición de escolta.

## Trayectoria deportiva

### Universidad
Procedente del Bay City High School, donde participó en el McDonald's All American de 1987, Smith asistió a la Universidad de Louisville durante 4 años. En su año sénior cuajó su mejor temporada, promediando 16.6 puntos, 3.7 rebotes y 4.9 asistencias en 30 partidos. Durante su carrera en los Cardinals, Smith promedió 13.6 puntos en 133 partidos disputados.

### Profesional
Smith fue seleccionado en la 19.ª posición del Draft de la NBA de 1991 por Washington Bullets. Su carrera en la NBA fue breve, a pesar de firmar una notable segunda temporada con los Bullets, promediando 9.3 puntos y 2.7 asistencias en 69 partidos, 33 como titular. Tras aparecer en 7 partidos con Washington en la temporada 1993-94, Smith fue cortado y fichó como agente libre por Sacramento Kings, con los que finalizó la campaña.
Después de su paso por los Kings, abandonó la NBA y se marchó a jugar a la CBA, donde militó en Rapid City Thrillers y Quad City Thunder. En la temporada 1996-97 formó parte del León Caja España de la Liga ACB, aportando 13.6 puntos en 37 partidos. Los siguientes años jugó en Polonia (Pruszkow KS y Zepter Slask Wrocklaw), y en Baltimore Bayrunners de la IBL, su último equipo.

## Estadísticas de su carrera en la NBA

### Temporada regular
| Temporada | Edad | Equipo             | Liga | P   | TIT | MIN  | TC  | TCA | %TC  | 3P  | 3PA | %3P  | TL  | TLA | %TL  | R.OF. | R.DEF. | REB | ASIS | ROB | TAP | PER | FP  | PTS |
| 1991-92   | 22   | Washington Bullets | NBA  | 48  | 5   | 14.8 | 2.1 | 5.1 | .407 | 0.0 | 0.4 | .095 | 0.9 | 1.2 | .804 | 0.6   | 1.1    | 1.7 | 2.1  | 0.9 | 0.0 | 1.3 | 2.0 | 5.1 |
| 1992-93   | 23   | Washington Bullets | NBA  | 69  | 33  | 22.4 | 3.8 | 8.3 | .458 | 0.1 | 0.3 | .348 | 1.6 | 1.8 | .858 | 0.4   | 1.2    | 1.5 | 2.7  | 0.8 | 0.1 | 1.5 | 2.6 | 9.3 |
| 1993-94   | 24   | TOTAL              | NBA  | 66  | 2   | 13.3 | 1.9 | 4.6 | .405 | 0.3 | 0.9 | .350 | 1.0 | 1.3 | .750 | 0.5   | 0.8    | 1.3 | 1.7  | 0.6 | 0.1 | 0.8 | 1.5 | 5.0 |
| 1993-94   | 24   | Washington Bullets | NBA  | 7   | 0   | 6.9  | 1.1 | 2.6 | .444 | 0.0 | 0.0 |      | 2.1 | 2.9 | .750 | 0.7   | 0.4    | 1.1 | 0.7  | 0.4 | 0.1 | 0.1 | 1.1 | 4.4 |
| 1993-94   | 24   | Sacramento Kings   | NBA  | 59  | 2   | 14.1 | 2.0 | 4.9 | .403 | 0.4 | 1.0 | .350 | 0.8 | 1.1 | .750 | 0.5   | 0.8    | 1.3 | 1.8  | 0.6 | 0.1 | 0.8 | 1.5 | 5.1 |
| Total     |      |                    | NBA  | 183 | 40  | 17.1 | 2.7 | 6.1 | .432 | 0.2 | 0.6 | .298 | 1.2 | 1.5 | .813 | 0.5   | 1.0    | 1.5 | 2.2  | 0.8 | 0.1 | 1.2 | 2.0 | 6.7 |

## Anécdota con Michael Jordan
Es conocido por una anécdota relacionada con Michael Jordan y su fama de automotivación. En un partido Bullets-Bulls Smith metió 37 puntos, en 15 de sus 20 tiros de campo y 7 de 7 en tiros libres. Los Bulls ganaron con más apuros de los previstos (104-99) y Michael Jordan no acabó nada contento. En vestuarios comentó que LaBradford le había soltado algo así como un “buen partido, Mike” y que él le respondió que le metería 37 puntos a él en el primer tiempo del partido que volvería a enfrentar de forma inminente a los dos conjuntos en Washington. En el siguiente partido Bulls-Bullets, en 24 minutos Jordan anotó 36 puntos, para un total de 47 (en solo 31 minutos), y Chicago venció 101-126. Lo más curioso es que Jordan reconoció años después que Smith nunca le hizo el comentario de “buen partido”, que se lo inventó. Aparentemente, necesitaba motivación después de que su rival le abochornase.